# محمود دعاس
محمود دعاس (المعروف أيضا بكونه أبو خالد؛ 1934–2009) كان قائدا رفيع المستوى ل‍منظمة التحرير الفلسطينية، وكان عضوا في المجلس الثوري لحركة فتح والمجلس العسكري الأعلى منذ فترة طويلة. نشأ دعاس، المولود في شمال فلسطين، في الأردن حيث انضم إلى القوات المسلحة الأردنية. وبعد أن تعلم كمهندس عسكري، تم تعيينه في نهاية المطاف برتبة مقدم ورئيس الكتيبة الثانية في سلاح الهندسة الأردني. وكان دعاس قد انضم إلى منظمة التحرير الفلسطينية في عام 1967، ثم انشق عن القوات المسلحة الأردنية أثناء أيلول الأسود من عام 1970. وهكذا صعد في صفوف منظمة التحرير الفلسطينية، وصار قائدا عسكريا مهما في الصراع العربي الإسرائيلي يشارك في مهمات في لبنان واليمن والسودان وأوغندا. وبعد اتفاق أوسلو الأول، أصبح دعاس المستشار العسكري الشخصي للرئيس ياسر عرفات ونائبا في المجلس التشريعي الفلسطيني.

## النشأة والخدمة في القوات المسلحة الأردنية
ولد محمود دعاس لأبوين من أصول إثنية فلسطينية في حجة، وهي قرية تقع في قضاء نابلس ب‍فلسطين الانتدابية. وبعد ولادته بفترة وجيزة، انتقلت عائلته إلى مدينة الكرك في الأردن، حيث وجد والده عمله كشرطي في قوات الأمن التي تقودها بريطانيا. وقد أكمل دعاس دراسته الابتدائية والثانوية في الكرك، ثم التحق بعد ذلك بأكاديمية الجيش الملكي الأردني. كان مؤهلا كمهندس عسكري، وتم إرساله لمزيد من التدريب إلى بريطانيا العظمى وكذلك الولايات المتحدة.
وبعد إكمال تدريبه، التحق دعاس بفيلق الهندسة الأردني وصعد تدريجيا في صفوفه. وقد تم تعيينه قائدا للسرية السابعة في الكتيبة الثانية في الفيلق وتم ترقيته إلى رتبة مقدم ومنصب رئيس الكتيبة الثانية بأكملها. وفي عام 1957، قبض عليه بسبب شكوك في تورطه في محاولة انقلاب عسكرية مزعومة. بعد ثبوت براءته، تم إطلاق سراحه. وقد قبض على دعاس مرة أخرى بصورة مؤقتة في عام 1966، وانضم إلى منظمة التحرير الفلسطينية في العام التالي.

## الخدمة في منظمة التحرير الفلسطينية
في عام 1970 اندلعت الحرب بين الحكومة الأردنية التي كانت حليفة سابقا في عهد الملك حسين ومنظمة التحرير الفلسطينية بقيادة ياسر عرفات. وأصبح هذا الصراع يعرف باسم «أيلول الأسود»، وأدى إلى انشقاق العديد من الجنود الأردنيين من أصل فلسطيني. وكان محمود واحدا من أولئك الذين انحازوا إلى منظمة التحرير الفلسطينية، وانفصل عن السلطة في جرش. وعين نائبا لقائد قوات اليرموك التابعة لمنظمة التحرير الفلسطينية. فأثناء خدمته في عهد سعد صايل، قاتل بالتالي رفاقه السابقين في الجيش الملكي الأردني. وقد هزمت منظمة التحرير الفلسطينية وأطيحت من الأردن في منتصف عام 1971. وقد انتقل محمود إلى سوريا حيث شارك في المؤتمر الثالث لحركة فتح في حمورية في سبتمبر 1971. وتم تعيينه عضوا في المجلس الثوري لحركة فتح خلال هذا المؤتمر وتم ترقيته إلى منصب قائد قوات اليرموك عام 1972. وبالتالي تولى قيادة قوات منظمة التحرير الفلسطينية المتمركزة في جبل لبنان و‌وادي البقاع. وكمهندس عسكري ذو خبرة، كان مسؤولا عن بناء التحصينات للمسلحين الفلسطينيين.

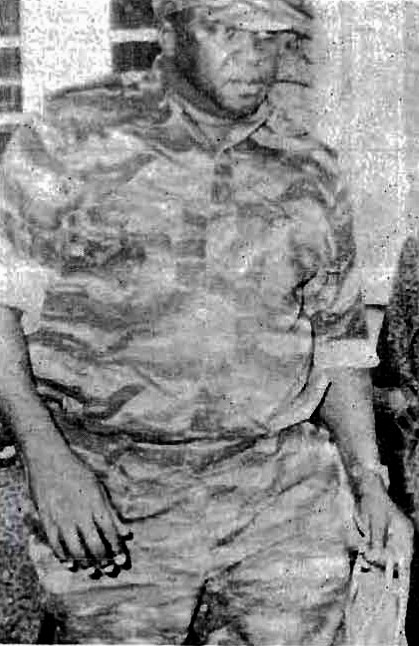
حارب محمود دعاس بلا نجاح لإنقاذ النظام الأوغندي لعيدي أمين (في الصورة) أثناء الحرب الأوغندية التنزانية.

في أواخر سبعينيات القرن العشرين، واجهت منظمة التحرير الفلسطينية أزمة تتعلق بشؤونها في أفريقيا. وقد اقامت المنظمة تحالفا قويا مع اوغندا تحت قيادة عيدي أمين واقامت قواعد في البلاد حيث دربت حوالي 400 مقاتل. عندما اندلعت الحرب الأوغندية التنزانية في عام 1978، سرعان ما أثبت الجيش الأوغندي عجزه في مواجهة قوة الدفاع الشعبية التنزانية، وبدأ نظام أمين بالانهيار. وقد انزعجت القيادة العليا لمنظمة التحرير الفلسطينية خشية أن تسفر نهاية حكومة أمين عن طرد المسلحين الفلسطينيين من اوغندا. وبالتالي أختارت منظمة التحرير الفلسطينية القتال إلى جانب الجيش الأوغندي وأرسلت المزيد من التعزيزات. وعلى الرغم من أن منظمة التحرير الفلسطينية وليبيا تساعده، فقد هزم الجيش الأوغندي تماما في معركة لوكايا في الفترة من 10 إلى 11 مارس 1979. وأصيب معظم القادة الميدانيين لمنظمة التحرير الفلسطينية في لوكايا، التي عين على أثرها دعاس ليحل محل قائد أوغندا. واذ يدرك ان الحرب قد ضاعت فقد قسم قواته المتبقية إلى مجموعتين. فقد نجح أحدهما في تأمين طريق الهروب إلى السودان، في حين اتخذ الآخر مواقع دفاعية في كامبالا عاصمة أوغندا. وفي أواخر مارس، كانت قوات منظمة التحرير الفلسطينية جزءا من الحامية التي حاولت الدفاع عن بلدة مبيغي الاستراتيجية. وبدأ التنزانيون هجومهم على كمبالا في 10 أبريل 1979، ويقال إن قوات منظمة التحرير الفلسطينية تحت زعامة دعاس قاومت بعض الوقت قبل أن تنسحب شمالا. فقد تمكن من جلب رجاله الباقين على قيد الحياة إلى السودان على الرغم من الطرق السيئة المعيقة، والسكان العدائين، والحياة البرية الخطرة.
وكان دعاس قد عين عضوا في المجلس العسكري الأعلى للثورة الفلسطينية خلال المؤتمر الرابع لحركة فتح في دمشق في مايو 1980. وأرسل أيضا إلى ألمانيا الشرقية، حيث وقع اتفاقا مع الجنرال هيلموت بوروفكا، المفتش العام للجيش الشعبي الوطني، في 19 أبريل 1982. وطبقا لهذا الاتفاق فإن المؤسسة العسكرية الألمانية الشرقية سوف توفر التدريب لعشرين من قادة المدفعية والفنيين في منظمة التحرير الفلسطينية. وفي الشهر التالي، غزت إسرائيل لبنان، حيث بدأت حرب لبنان في عام 1982. وخلال هذا الصراع، شغل دعاس منصب مدير شؤون الضباط والتحصينات، وشارك في القتال ضد الجيش الإسرائيلي، بما في ذلك أثناء حصار بيروت.
بعد الحرب أصبح قائدا عاما لقوات الثورة الفلسطينية. وبحلول عام 1983، ترأس أيضا العمليات الخاصة لمنظمة التحرير الفلسطينية في السودان واليمن. وكان دعاس قد عين في عام 1985 ضابطا للامن الخارجي في الدائرة السياسية لمنظمة التحرير الفلسطينية و‌عميد في السنة التالية. ثم ترقى إلى رتبة لواء، وتم ترقيته إلى منصب رئيس لجنة الأمن والاستخبارات في عام 1993. ونتيجة لاتفاق أوسلو الأول، تمكن دعاس وبقية قيادات منظمة التحرير الفلسطينية من العودة إلى فلسطين في عام 1994، ثم أصبح مرشحا في الانتخابات العامة الفلسطينية في عام 1996. وانتخب نائبا في المجلس التشريعي الفلسطيني وشغل مقعدا حتى عام 2005. وقد جعله الرئيس ياسر عرفات مستشارا عسكريا وعضوا في المجلس الأعلى للامن القومي الفلسطينى. وواصل دعاس مشاركته في بعثات عسكرية ودبلوماسية هامة باسم منظمة التحرير الفلسطينية وفتح.
بعد إصابته بمرض عضال، انتقل دعاس إلى الأردن لتلقي العلاج حيث توفي عام 2009. ودفن بمرتبة الشرف العسكرية الكاملة في مسقط رأسه في حجة. وحضر الجنازة عدد من كبار السياسيين والضباط العسكريين الفلسطينيين فضلا عن آلاف السكان المحليين.

### اقتباسات
1. 1 2 3 4 5 6 7 8 9 10 11 12 13  Janan Osama al-Salwadi (28 نوفمبر 2017). "ذكرى رحيل اللواء الركن محمود دعاس "أبو خالد"" [Anniversary of the departure of Major General Mahmoud Daas, "Abu Khaled"]. Amad.ps. مؤرشف من الأصل في 2020-07-27. اطلع عليه بتاريخ 2019-12-12.
2. 1 2 3 4 5 6 7  ""مركزية" فتح تنعى اللواء محمود دعاس" [Central Committee of Fatah mourns  Major General Mahmoud Daas]. Al-Hayat al-Jadida. مؤرشف من الأصل في 2019-12-12. اطلع عليه بتاريخ 2019-12-12.
3. 1 2 3 4 5  Janan Osama al-Salwadi (27 فبراير 2017). "مهمّة "فتح" في أوغندا" [Fatah's mission in Uganda]. Al Akhbar (Lebanon). مؤرشف من الأصل في 2020-08-09. اطلع عليه بتاريخ 2019-10-06.
4. ↑  Amos 1980، صفحة 403.
5. ↑  Reid 2017، صفحة 70.
6. ↑  Herf 2016، صفحة 299.
7. ↑  Alexander 1986، صفحة 299.
8. 1 2  "الالاف يشيعون اللواء الدعاس بقلقيلية" [Thousands are mourning General Al-Daas in Qalqilya]. Ma'an News Agency. 1 ديسمبر 2009. مؤرشف من الأصل في 2019-12-12. اطلع عليه بتاريخ 2019-10-06.

### الأعمال المذكورة
- Alexander، Yonah (1986). The ... Annual on Terrorism. Leiden: Martinus Nijhoff Publishers. مؤرشف من الأصل في 2023-11-03.
- Amos، John W. II (1980). Palestinian Resistance: Organization of a Nationalist Movement. New York City: Pergamon Press. ISBN:0-08-025094-7. مؤرشف من الأصل في 2020-11-09.
- Herf، Jeffrey (2016). Undeclared Wars with Israel: East Germany and the West German Far Left, 1967–1989. Cambridge: Cambridge University Press. ISBN:978-1107089860. مؤرشف من الأصل في 2020-11-09.
- Reid، Richard J. (2017). A History of Modern Uganda. Cambridge: Cambridge University Press. ISBN:978-1-107-06720-2. مؤرشف من الأصل في 2021-01-21.